# Simpozioanele Keystone
Simpozioanele Keystone reprezintă un ciclu anual de aproximativ 50 de conferințe de 3-4 zile ce tratează aspectele cele mai recente în domeniul biologiei celulare și moleculare. Ele continuă ciclul de conferințe inițiat în 1972 sub numele de "UCLA Symposia on Molecular and Cellular Biology". Din anul 1997 structurile administrative ce organizau aceste conferințele științifice s-au constituit într-o organizație non profit numită Keystone Symposia cu sediul în Silverthorne, Colorado, SUA.
Majoritatea conferințelor sunt organizate în SUA, în general în stațiuni de munte și în timpul iernii, cu scopul de a favoriza discuțiile și contactele între participanți. 